# 5 World Trade Center
5 World Trade Center, auch 130 Liberty Street, ist ein geplanter gemischt genutzter Wolkenkratzer im neuen World Trade Center in Lower Manhattan in New York City.
Gemäß Planungsstand von 2021 sollte im Jahr 2023 mit dem Bau begonnen werden, der aber Stand 2024 noch nicht erfolgte. Geplant ist ein Wohnwolkenkratzer mit einigen Büroeinheiten und Einzelhandel. Das Gebäude entsteht am Südrand des World Trade Centers am Standort des 2011 abgerissenen Deutsche Bank Buildings, der von der Washington Street, der Albany Street, der Greenwich Street sowie im Norden vom Liberty Park und von der Liberty Street begrenzt ist.

## Projekt von Kohn Pedersen Fox
Im Jahre 2021 wurde ein neues Projekt von Kohn Pedersen Fox vorgestellt. Das Projekt soll durch eine Kooperation von Silverstein Properties, Brookfield Properties, Omni New York LLC und den Dabar Development Partners umgesetzt werden, welche ein 99-jähriges Nutzungsrecht des Geländes erhalten. Vorgesehen ist ein Wohnwolkenkratzer mit gemischter Nutzung. Von den 120.800 m² Grundfläche sollen knapp 20.000 m² für Büros in den unteren sechs Etagen zur Verfügung stehen. In den oberen Etagen sind 1325 Wohnungen geplant, darunter 330 finanziell günstige Mieteinheiten, was etwa 25 % entspricht. Insgesamt sollte das Gebäude eine Höhe von 274,3 Meter (900 Fuß) erreichen und etwa 80 Etagen besitzen. 2023 ließ die Gouverneurin von New York, Kathy Hochul, nach anhaltenden Forderungen für günstigen Wohnraum die Zahl der bezahlbaren Wohnungen auf 400 erhöhen, von denen 80 für Überlebende von 9/11 vorbehalten sind. Durch diesen Entschluss muss der Staat die Bauherren mit 60 Millionen US-Dollar Förderung unterstützen. Nach dem erfolgten Abschluss der Verhandlungen war ein Baubeginn im Jahr 2024 anvisiert, der aber nicht realisiert wurde.
Im September 2024 stellte Silverstein Properties aktualisierte Architekturmodelle von 2 World Trade Center und 5 World Trade Center innerhalb des gesamten Modells vom World Trade Center-Komplex vor. Die Höhe von 5 World Trade Center wird leicht nach oben geändert mit 280,4 Meter (920 Fuß) angegeben. Der T-förmigen Turm hat leicht abgerundete Ecken und erhebt sich über einen mehrstöckigen Podium. Er besitzt Rücksprünge an den nördlichen und südlichen Flügeln, die als Terrassenfläche genutzt werden können. Trotz leichter Änderungen wurde das allgemeine Erscheinungsbild der Fassade beibehalten. Der Wolkenkratzer wird 1325 Mietwohnungen, davon 40 % als Sozialwohnungen, was etwa 530 Wohnungen entspricht, sowie einige Büros und Einzelhandel beherbergen. Die Ostseite des Podiums zur Greenwich Street hin wird Ladenfronten enthalten. Der Baubeginn und der Fertigstellungstermin für das Projekt stehen noch nicht fest.

## Ursprüngliches Projekt (130 Liberty Street)
Am 22. Juni 2007 hat die Port Authority of New York and New Jersey bekannt gegeben, dass JPMorgan Chase & Co. 290 Millionen US-Dollar ausgeben wird, um den Baugrund für einen Bau eines 42-stöckigen Gebäudes zu leasen. Am 25. März 2010 gab die Port Authority bekannt, dass sie die Verantwortung für die Entwicklung des Gebäudes, zusätzlich zu den anderen Gebäuden am Ground Zero, übernommen habe. Mit 226 Meter Höhe wäre es niedriger als die anderen World-Trade-Center-Gebäude gewesen. Der Turm sollte zu diesem Zeitpunkt 57 Etagen beherbergen.